# Vodice, Tjeckien
Vodice är en ort i Tjeckien.   Den ligger i regionen Södra Böhmen, i den centrala delen av landet, 80 km sydost om huvudstaden Prag. Vodice ligger 607 meter över havet och antalet invånare är 189.
Terrängen runt Vodice är platt åt sydost, men åt nordväst är den kuperad. Runt Vodice är det ganska glesbefolkat, med 24 invånare per kvadratkilometer. Närmaste större samhälle är Tábor, 18,9 km väster om Vodice. Omgivningarna runt Vodice är en mosaik av jordbruksmark och naturlig växtlighet.